# Мако
Мако (мађ. Makó, рум. Macǎu) је град у југоисточном делу Мађарске, у оквиру Чонградско-Чанадске жупаније. Град је близу румунске и недалеко од српске границе.

## Географија
Мако се налази у источном делу Панонске низије. Развио се уз реку Муреш. Град се налази у делу Мађарске са највишом осунчаношћу током године. Површина градског атара је 229,23 km².
У близини града налази се национални парк Караш—Марош.

## Историја
Град је добио име по бану Мако, који је био властелин на овом простору током 13. века. По доласку власти Хабзбурговаца на ове просторе крајем 17. века Мако постаје центар протенстантског покрета у овом делу тадашње Краљевине Мађарске. Током прве половине 18. века био у оквиру Поморишја, насељеног махом Србима. После развојачења Поморишја, током друге половине 18. и 19. века Мако је био седиште некадашње жупаније Чанад (мађ. Csanád). Током овог периода у граду се насељава значајна популација Јевреја и граде се две синагоге. Развој ове заједнице у граду прекинуло је страдање у Другом светском рату.
У вароши Маку у Чанадској жупанији, живело је 1905. године 21 православни Србин.

## Привреда
Мако је познат по пољопривреди и прехрамбеној индустрији. У пољопривреди се посебно истиче производња лука, по којој је град познат и ван граница земље, а која датира још од 16. века. После Другог светског рата започело је искоришћавање нафтних потенцијала у околини, а данас се истражују могућности за природни гас. Област Макоа је најбогатија овим ресурсима у земљи. Током периода транзиције град је имао много потешкоћа за високом незапосленошћу, а данас покушава искористити свој положај као „Капија Европске уније за југоисточну Европу”.
Град је и бањски центар, будући да је лековито блато из реке Мориш искоришћено за отварање бањског комплекса 1961. године.

## Становништво
По процени из 2017. у граду је живело 22.546 становника.
| 1990.  | 2001.  | 2011.  | 2017.  |
| ------ | ------ | ------ | ------ |
| 27.529 | 25.802 | 23.683 | 22.546 |

## Партнерски градови
- Мијеркуреја Чук
- Ада
- Martinsicuro
- Лебау
- Јасло
- Жељезовце
- Atça
- Kiryat Yam
- Радомско
- Синјанг
- Велики Семиклуш

## Галерија
- Градска кућа Макоа
- Градска римокатоличка црква
- Ново здање Културног центра Макоа
- Здање суда